# Герхард II фон Хохщаден
Герхард II фон Хохщаден (на немски: Gerhard II. Graf von Hochstaden; † пр. 1149) е последният граф на Хохщаден (1096 – 1149) и на Викрат.

## Произход и управление
Той е син на граф Герхард I фон Хохщаден († сл. 1096) и съпругата му Алайдис фон Викрат. Баща му е брат на Херман III фон Хохщаден († 1099), архиепископ на Кьолн (1089 – 1099). Брат е на Алверадис фон Хохщаден († 1131), наследничка на Валдграфство Оснин, омъжена през 1100 г. за граф Хайнрих I фон Куик († 1108).
Герхард II създава абатството Хамборн. През 1139 г. той дарява северната част на езерото Лахер с Васенах в Рейнланд-Пфалц на манастир Лах.
С Герхард II линията на графовете Хохщаден изчезва пр. 1149 г. Той е дядо е на Лотар фон Хохщаден († 1194), епископ на Лиеж (1192 – 1193).

## Деца
Герхард II се жени и има две деца:
- Аделхайд фон Хохщаден († сл. 1147/пр. 1162), наследничка на Хохщаден, омъжена пр. 1138 г. за граф Ото I фон Аре-Хохщаден († 1162)
- Герхард фон Хохщаден (* пр. 1122)